# ワフド党
ワフド党（わふどとう、アラビア語: حزب الوفد, ラテン文字転写: Hizb al-wafd、英語: Wafd Party）は、かつて存在したエジプト王国の民族主義政党である。1918年頃、サアド・ザグルールを初め、地主や民族主義者によって結成された。

## 概要
立憲君主制期のエジプトでは、1918年頃の独立運動時に独立を求めた民族主義運動派がサアド・ザグルールを中心にワフド党を結成し、王党派およびムハンマド・アリー朝王家との間の対立が当時の政治を動かした。
1919年にエジプト革命を起こし、1922年にエジプトは独立を達成し、1924年には当時の政権に就いた。1936年には第二次世界大戦に備えてエジプトとの関係を改善したいイギリスとの間で同盟条約を結んでイギリス軍の駐留を縮小させることに成功した。しかし、1952年のムハンマド・ナギーブ、ガマール・アブドゥン＝ナーセルの自由将校団によるエジプト革命が起こり、他の政党とともに解散を命じられ、政治活動を禁止された。